# NGC 1427
NGC 1427 är en elliptisk galax med låg luminositet belägen cirka 71 miljoner ljusår från jorden i stjärnbilden Ugnen. Den upptäcktes den 28 november 1826 av John Herschel och ingår i Fornaxhopen. Galaxen har en stjärnmassa på 7,9 ×1010 solmassor och en total massa på 9,4 × 1010 solmassor. Massan av den mörka materiahalon som omger galaxen är dock cirka 4,3 × 1012 solmassor.

## Egenskaper
NGC 1427 är den ljusaste elliptiska galaxen på den östra sidan av Fornaxhopen och tros ha ackumulerats i den gravitationella potentiella brunnen i hopens kärna för mer än 8 miljarder år sedan. Den är cirka 9 miljarder år gammal.
I galaxen observeras stoftfläckar, där den centrala regionen är värd för en kärnskiva med en uppskattad diameter på 52 ljusår (16 parsec). NGC 1427 är omgiven av 71 observerade planetariska nebulosor.
Galaxen har ett supermassivt svart hål med en uppskattad massa på 9,1 × 107 solmassor.

### Klotformiga hopar
NGC 1427 omges av en population på cirka 470 klotformiga stjärnhopar, men uppskattningar tyder på att antalet kan vara så högt som 510. Den har en biomedial utbredning med en population av metallrika röda stjärnhopar och en annan population av metallfattiga blå stjärnhopar. De blå klotformiga stjärnhoparna har ett förekomstförhållande på [Fe/H] = -1,02 ± 0,2, vilket är större än de klotformiga stjärnhoparna i Vintergatans halo, medan de röda klotformiga stjärnhoparna har ett förekomstförhållande på [Fe/H] = -0,15, vilket gör dem mer metallrika än de klotformiga stjärnhoparna i Vintergatans utbuktande del. Detta tyder på att de röda klotformiga stjärnhoparna har fler likheter med de metallrika klotformiga stjärnhoparna som finns i skivgalaxer, till skillnad från jättelika elliptiska galaxer som M87. Eftersom de röda klotformiga stjärnhoparna har en högre metallicitet än de blå klotformiga stjärnhoparna, tyder detta på att röda klotformiga stjärnhopar är yngre än de blå klotformiga stjärnhoparna, och möjligen har bildats genom sammanslagningar av etergalaxer eller andra lokala galaktiska processer.

## Galaxfusioner
Datorsimuleringar och observationer av den inre stjärnhalon i NGC 1427, utförda av Zhu et al., tyder på att bildandet av galaxens stjärnhalo kräver sammanslagning av en massiv satellitgalax på cirka 1,5 +1,6−0,7 × 1010 solmassor med NGC 1427 som är ungefär en fjärdedel av dess nuvarande stjärnmassa.
Dessutom är stjärnorna i NGC 1427:s stjärnhalo yngre än de flesta stjärnor i utbuktningen, som är de yngsta i galaxen. Åldersfördelningen för den heta inre stjärnhalon i NGC 1427 visar att denna sammanslagning inträffade inom de senaste 8 miljarder åren. Baserat på nuvarande förståelse av galaxernas utveckling borde stjärnor i den inre halon i NGC 1427 ha bildats innan den massiva sammanslagningen avslutades, antingen i en redan existerande skiva tillhörande NGC 1427 eller i satellitgalaxen före och under sammanslagningen, på grund av att stjärnbildningen utlöstes.